# No olvidar
«No olvidar» es una canción interpretada por la cantante chilena Denise Rosenthal, se estrenó como el séptimo sencillo de su próximo álbum de estudio el 4 de junio de 2020 por Universal Music Chile. Fue escrita por la intérprete junto a Álvaro Rodríguez y Troy Scott. 

## Antecedentes y lanzamiento
A fines de mayo de 2020, Denise continuó con su serie de estrenos durante el período de la cuarentena que formarían una trilogía de sencillos, comenzó con la canción «Amor de madre», seguida del tema «Solo hay una vida». Finalmente, sacó la pista «No olvidar» junto con su video musical, temas que formarán parte de su tercer álbum de estudio en solitario, y los cuales reflejan la idea de compartir su propio proceso personal, cada tema abarcarían una historia, partiendo por la conexión con la madre, pasando por una versión de uno más oscura y seguida con lo que aborda esta pista, un estado de positivismo.

## Composición
El tema compuesto por Denise junto a Álvaro Rodríguez y Troy Scott, es señalado por la cantante como «un tema que abarca una parte íntima de ella, que antes no había tocado». Del mismo modo, señaló que busca «reforzar el autoestima, resistir, sobrevivir y abrazar las cosas buenas y malas».

## Vídeo musical
El vídeo musical se estrenó el 4 de junio de 2020, y muestra a la cantante interpretando la canción en  diferentes lugares de una misma casa; entre ellos tocando el piano en una habitación, luego en una silla y en otras ocasiones alrededor de una tina de baño.

## Créditos y personal
- Denise Rosenthal - composición, voz
- Troy Scott - composición
- Álvaro Rodríguez - composición
- Ten Towns - personal de estudio, ingeniería de grabación, programación, ingeniería de mezcla
- Red Traxx - personal de estudio, ingeniería de masterización
- Felipe Tichauer - personal de estudio, ingeniería de masterización
- Nicolás Ríos Zunino - ingeniería de grabación

## Posicionamiento en listas
| Listas (2020)          | Mejor posición |
| ---------------------- | -------------- |
| Chile (Monitor Latino) | 65             |